# Peter Henry Weston
Peter Henry Weston (Lower Hutt , 22 de octubre de 1956) es un botánico australiano. Pertenece al personal académico de la Escuela de Botánica y de Zoología de la Universidad Nacional de Australia de Canberra. Es un especialista en el género Persoonia (familia Proteaceae).

## Algunas publicaciones
- Sauquet, H., Weston, P.H., Anderson, C.L., Barker, N.P. Cantrill, D.J., Mast, A.R., & Savolainen, V. (2009) Contrasted patterns of hyperdiversification in Mediterranean hotspots. Proc. of the National Academy of Sciences of the U.S.A. 106: 221-225
- Staedler, Y.M., Weston, P.H. & Endress, P.K. (2009) Comparative gynoecium structure and development in Calycanthaceae (Laurales). International J. of Plant Sciences 170: 21-41
- Sage, T.L., Hristova-Sarkovsi, K., Koehl, V., Lyew, J., Pontieri, V., Bernhardt, P., Weston, P., Bagha, S., & Chiu, G. (2009) Transmitting tissue architecture in relictual-basal angiosperms: implications for transmitting tissue origins. Am. J. of Botany 96: 183-206
- Crisp, M.D., Arroyo, M.T.K., Cook, L.G., Gandolfo, M.A., Jordan, G.J., McGlone, M.S., Weston, P.H., Westoby, M., Wilf, P., & Linder, H.P. (2009) ..Phylogenetic habitat conservatism on a global scale. Nature 458: 754-758
- Crisp, M. D., Gilmore, S. R., Weston, P. H. (1999). Phylogenetic relationships of two anomalous species of Pultenaea (Fabaceae: Mirbelieae), and description of a new genus. Taxon 48, 701-704
- Weston, P. H., Crisp, M. D. (1996). Trans-Pacific biogeographic patterns in the Proteaceae. In ‘The Origin and Evolution of Pacific Island Biotas, New Guinea to eastern Polynesia, Patterns and Processes’. (Eds A. Keast & S. E. Miller.) pp. 215-232. SPB Academic Publishing bv: Ámsterdam. [revista]
- Crisp, M. D., Linder, H. P., Weston, P. H. (1995). Cladistic biogeography of plants in Australia and New Guinea: Congruent pattern reveals two endemic tropical tracks. Systematic Biology 44, 457-473
- Crisp, M. D., Weston, P. H. (1995). Mirbelieae. In ‘Advances in Legume Systematics, Parte 7, Phylogeny’ (eds. M. D. Crisp & J. J. Doyle.) pp. 245-282. Royal Botanic Gardens: Kew. [revista]

### Libros
- peter henry Weston. 1983. The Systematics and Biogeography of the Persooniinae (Proteaceae). Editor Univ. of Sydney, 714 pp.

## Eponimia
- (Asteraceae) Pseudogynoxys westonii (H.Rob. & Cuatrec.) B.L.Turner[1]
- (Lentibulariaceae) Utricularia westonii P.Taylor[2]